# Lijst van rijksmonumenten in Voorburg
De plaats Voorburg telt 76 inschrijvingen in het rijksmonumentenregister. Hieronder een overzicht.
| Object | Oorspronkelijke functie?  | Bouwjaar                                   | Architect                                       | Locatie                      | Coördinaten?                 | Nr.?   | Afbeelding |
| --- | ------------------------- | ------------------------------------------ | ----------------------------------------------- | ---------------------------- | ---------------------------- | ------ | --- |
| Pand met verdieping en schilddak | Werk-woonhuis             | 18e eeuw                                   |                                                 | Herenstraat 141              | 52° 4' 0" NB, 4° 21' 45" OL  | 18247  | Meer afbeeldingen |
| De Vlieger | Industrie- en poldermolen | 1621                                       |                                                 | Essepad 3                    | 52° 4' 50" NB, 4° 22' 33" OL | 37938  | Meer afbeeldingen |
| Franse Kerk | Kerk en kerkonderdeel     | 1726                                       | A.H. van Leeuwen (uitbreiding)                  | Franse Kerkstraat 24         | 52° 4' 3" NB, 4° 21' 45" OL  | 37940  | Meer afbeeldingen |
| Fors pand, begane grond en verdieping, met rechte gevel aan de straat | Woonhuis                  | 18e, begin 19e eeuw                        |                                                 | Herenstraat 35               | 52° 4' 7" NB, 4° 21' 57" OL  | 37941  | Meer afbeeldingen |
| Vossenburch. Pand met trapgevel met maskerkoppen als sluitstenen boven de vensters | Woonhuis                  | 18e eeuw                                   |                                                 | Herenstraat 51               | 52° 4' 6" NB, 4° 21' 55" OL  | 37942  | Meer afbeeldingen |
| Pand met statige gevel met rechte kroonlijst, empire ingang | Woonhuis                  | einde 18e eeuw                             |                                                 | Herenstraat 55               | 52° 4' 6" NB, 4° 21' 55" OL  | 37943  | Meer afbeeldingen |
| Oude Kerk | Kerk en kerkonderdeel     | 14e eeuw (toren)                           |                                                 | Herenstraat 92               | 52° 4' 4" NB, 4° 21' 51" OL  | 37944  | Meer afbeeldingen |
| Statig huis met versierde gevel, daklijst omhooggebogen, rocococonsoles (Museum Swaensteyn) | Woonhuis                  | midden 18e eeuw                            |                                                 | Herenstraat 101              | 52° 4' 3" NB, 4° 21' 49" OL  | 37945  | Meer afbeeldingen |
| Sophia-kleuterschool. Gepleisterd pand in late Empire-vormen, gebouwd als kleuterschool | Woonhuis                  | 1853-1854                                  |                                                 | Herenstraat 2                | 52° 4' 8" NB, 4° 22' 0" OL   | 37947  | Meer afbeeldingen |
| Swaensteijn, voormalige herberg en rechthuis | Gerechtsgebouw            | 1637 (ingangspoort)                        |                                                 | Herenstraat 72               | 52° 4' 3" NB, 4° 21' 52" OL  | 37948  | Meer afbeeldingen |
| 't Swaantje. Pand bestaande uit begane grond met kap. Rechts een kelder met tongewelf. Aan de achterzijde een puntgevel met vlechtingen en uitbouw met lessenaarsdak | Werk-woonhuis             | eind 16e eeuw                              |                                                 | Herenstraat 76               | 52° 4' 2" NB, 4° 21' 51" OL  | 37949  | Meer afbeeldingen |
| Pand met lijstgevel met zadeldak; régence deuromlijsting | Woonhuis                  | 18e eeuw                                   |                                                 | Kerkstraat 1A                | 52° 4' 2" NB, 4° 21' 52" OL  | 37950  | Meer afbeeldingen |
| Pand met klokgevel. Goed exemplaar | Woonhuis                  | eind 18e eeuw                              |                                                 | Kerkstraat 13                | 52° 4' 1" NB, 4° 21' 53" OL  | 37951  | Meer afbeeldingen |
| Pand met lijstgevel met consoles | Woonhuis                  | 18e eeuw                                   |                                                 | Kerkstraat 59                | 52° 4' 0" NB, 4° 21' 55" OL  | 37952  | Meer afbeeldingen |
| Huis Middendorp. Gepleisterd huis, bestaande uit twee vleugels met verdieping en schilddaken op L-vormige plattegrond, ontstaan door samentrekking van drie laat-middeleeuwse panden | Woonhuis                  | midden 17e eeuw                            |                                                 | Kerkstraat 65                | 52° 3' 60" NB, 4° 21' 56" OL | 37953  | Meer afbeeldingen |
| Speelhuis, gepleisterd rechthoekig gebouwtje onder met pannen gedekt tentdak. Op het terrein van het Huis "Middendorp" aan de Vliet | Sport en recreatie        | laat 18e eeuw                              |                                                 | Kerkstraat bij 65            | 52° 3' 58" NB, 4° 21' 53" OL | 37954  | Speelhuis, gepleisterd rechthoekig gebouwtje onder met pannen gedekt tentdak. Op het terrein van het Huis "Middendorp" aan de Vliet |
| Pand met gepleisterde topgevel | Woonhuis                  | 18e eeuw                                   |                                                 | Kerkstraat 34                | 52° 4' 1" NB, 4° 21' 55" OL  | 37955  | Meer afbeeldingen |
| Pand met gevel met rechte kroonlijst | Woonhuis                  | laat 18e eeuw                              |                                                 | Kerkstraat 38                | 52° 4' 1" NB, 4° 21' 55" OL  | 37956  | Meer afbeeldingen |
| Pand met pilastergevel met rechte kroonlijst. Gepleisterd | Woonhuis                  | 18e eeuw                                   |                                                 | Kerkstraat 42                | 52° 4' 1" NB, 4° 21' 55" OL  | 37957  | Meer afbeeldingen |
| Pand met lijstgevel en winkelpui | Werk-woonhuis             | 19e eeuw (winkelpui)                       |                                                 | Kerkstraat 44                | 52° 4' 1" NB, 4° 21' 56" OL  | 37958  | Meer afbeeldingen |
| Pand met lijstgevel met inrijpoort | Woonhuis                  | eerste helft 19e eeuw                      |                                                 | Kerkstraat 48                | 52° 4' 1" NB, 4° 21' 56" OL  | 37959  | Meer afbeeldingen |
| Café "De Baars", lijstgevel en topgevel, bogen boven de vensters, gele steentjes | Woonhuis                  | 17e eeuw                                   |                                                 | Kerkstraat 52                | 52° 4' 0" NB, 4° 21' 56" OL  | 37960  | Meer afbeeldingen |
| Oranjerie Onder de Linden, behorend bij Rusthof. Onregelmatig gevormd pand. Achter de brede voorbouw met 19e-eeuwse lijstgevel en schilddak een rechthoekig gedeelte en aansluitend een aanbouw onder zadeldak | Bijgebouwen kastelen enz. | 17e of begin 18e eeuw                      |                                                 | Oosteinde 23                 | 52° 4' 15" NB, 4° 22' 11" OL | 37962  | Meer afbeeldingen |
| Rechthoekig landhuis, houten deuromlijsting | Boerderij                 | 18e eeuw                                   |                                                 | Oosteinde 193                | 52° 4' 30" NB, 4° 22' 36" OL | 37963  | Meer afbeeldingen |
| Sint-Martinuskerk | Kerk en kerkonderdeel     | 1893 (geconsacreerd)                       | E.J. Margry                                     | Oosteinde 56                 | 52° 4' 20" NB, 4° 22' 26" OL | 37965  | Meer afbeeldingen |
| Huis De Werve. Toren overblijfsel van de voorburcht van het oude huis. Lage gebouwen hier omheen waarvan vleugel aan de straatzijde met een verdieping werd verhoogd en gepleisterd | Kasteel, buitenplaats     | 18e eeuw (lage gebouwen)                   |                                                 | Park de Werve 1              | 52° 4' 20" NB, 4° 21' 14" OL | 37966  | Meer afbeeldingen |
| Pand met gepleisterde topgevel | Woonhuis                  | 18e eeuw                                   |                                                 | Schoolstraat 25              | 52° 3' 59" NB, 4° 21' 50" OL | 37967  | Meer afbeeldingen |
| Pand met klokgevel, met houten deuromlijsting | Woonhuis                  | 18e eeuw                                   |                                                 | Schoolstraat 27              | 52° 3' 59" NB, 4° 21' 50" OL | 37968  | Meer afbeeldingen |
| Landhuis "In de Wereldt is veel Gevaer" op L-vormige plattegrond, met verdieping onder schilddaken | Kasteel, buitenplaats     | laat 18e eeuw                              |                                                 | Schoolstraat 43              | 52° 3' 57" NB, 4° 21' 52" OL | 37969  | Meer afbeeldingen |
| Boerderij "Essesteijn", woongedeelte en schuurgedeelte in lengterichter aaneengebouwd. Dak gedekt met Oud-Hollandse pannen. Haaks op het hoofdgebouw een bijschuur van gele steen. Wolfdak | Boerderij                 | 1760 (steen)                               |                                                 | Ultramarijnhof 8             | 52° 4' 47" NB, 4° 22' 33" OL | 37970  | Meer afbeeldingen |
| Boerderij "Oost-Duivestein". Hoeve met gepleisterd woongedeelte onder (tot 2008: rieten) zadeldak | Boerderij                 | 17e eeuw                                   |                                                 | Veurselaan 105               | 52° 5' 3" NB, 4° 23' 1" OL   | 37971  | Meer afbeeldingen |
| Middenburg, landhuis met souterrain, bel-etage en verdieping | Kasteel, buitenplaats     | derde kwart 19e eeuw, verbouwd ca. 1910    |                                                 | Westeinde 28                 | 52° 3' 51" NB, 4° 21' 34" OL | 37973  | Meer afbeeldingen |
| Voormalig stoomgemaal gebouwd in de voor die periode kenmerkende eclectische trant. Bakstenen gebouw met hoger middenstuk en lage zijvleugels, voorzien van houten kroonlijsten. Het middengedeelte heeft twee spitsbogige toegangsdeuren, de overige vensters zijn rondbogig met geprofileerde dorpels en omlijstingen op kleine consoles | Gemaal                    | 1870                                       |                                                 | Van Woudekade 27             | 52° 4' 19" NB, 4° 21' 27" OL | 37974  | Meer afbeeldingen |
| IJzeren ophaalbrug. Gebouwd omstreeks 1891 als vaste brug, in 1919 verbouwd tot beweegbare brug en daartoe voorzien van een stalen bovenbouw | Brug                      | laatste helft 19e eeuw                     |                                                 | Wijkerlaan bij 1             | 52° 4' 26" NB, 4° 22' 33" OL | 37975  | Meer afbeeldingen |
| Brugwachtershuisje, bestaande uit het woongedeelte van een boerderij, waarvan het bedrijfsgedeelte is afgebroken. Gepleisterd pand zonder verdieping, onder pannen schilddak, aan de achterzijde afgesloten door een puntgevel | Bedieningsgebouw          | 19e eeuw                                   |                                                 | Wijkerlaan bij 1             | 52° 4' 23" NB, 4° 22' 37" OL | 37976  | Meer afbeeldingen |
| Terrein waarin sporen van bewoning | Archeologisch monument    | Neolithicum, IJzertijd en de Romeinse Tijd |                                                 |                              | 52° 3' 36" NB, 4° 21' 2" OL  | 508083 | Terrein waarin sporen van bewoning                                                                                                  |
| Hofwijck: hoofdgebouw | Kasteel, buitenplaats     | 17e eeuw                                   |                                                 | Westeinde 2                  | 52° 3' 53" NB, 4° 21' 46" OL | 508184 | Meer afbeeldingen |
| Hofwijck: historische tuin- en parkaanleg | Tuin, park en plantsoen   | midden 17e eeuw                            |                                                 | Westeinde bij 2              | 52° 3' 55" NB, 4° 21' 42" OL | 508186 | Meer afbeeldingen |
| Hofwijck: opgang met brug en keermuur | Bijgebouwen kastelen enz. |                                            |                                                 | Westeinde bij 2              | 52° 3' 53" NB, 4° 21' 45" OL | 508187 | Meer afbeeldingen |
| Hofwijck: poortgebouw | Bijgebouwen kastelen enz. | 1929                                       | H. van der Kloot Meijburg                       | Westeinde bij 2a             | 52° 3' 56" NB, 4° 21' 38" OL | 508188 | Meer afbeeldingen |
| Ophaalbrug "de Nieuwe Tolbrug", ook wel "Kippetjesbrug" of "Kippebruggetje" | Brug                      | 1891-1892                                  |                                                 | bij Hoekweg                  | 52° 3' 24" NB, 4° 20' 54" OL | 524439 | Ophaalbrug "de Nieuwe Tolbrug", ook wel "Kippetjesbrug" of "Kippebruggetje"                                                         |
| Brugwachtershuisje bij ophaalbrug met aangebouwd gemak | Bedieningsgebouw          | 1891-1892                                  |                                                 | Westvlietweg bij 150         | 52° 3' 24" NB, 4° 20' 52" OL | 524440 | Meer afbeeldingen |
| Kerkbrug/Voorburgsche brug | Brug                      | 1892 (vaste brug) 1919 (beweegbaar deel)   |                                                 | Kerkstraat bij 60            | 52° 3' 59" NB, 4° 21' 58" OL | 524442 | Kerkbrug/Voorburgsche brug |
| Brugwachtershuisje in Chaletstijl | Bedieningsgebouw          | 1892                                       |                                                 | Kerkstraat bij 60            | 52° 3' 59" NB, 4° 21' 58" OL | 524443 | Meer afbeeldingen |
| Eemwijk: landhuis "Eemwijk" | Kasteel, buitenplaats     | 1918                                       | R.J. Hoogeveen                                  | Oosteinde 116                | 52° 4' 31" NB, 4° 22' 47" OL | 524445 | Meer afbeeldingen |
| Eemwijk: dienstwoning | Bijgebouwen kastelen enz. | 1918                                       | R.J. Hoogeveen                                  | Oosteinde 116                | 52° 4' 34" NB, 4° 22' 47" OL | 524446 | Meer afbeeldingen |
| Eemwijk: toegangshek | Erfscheiding              | 1918                                       | R.J. Hoogeveen                                  | Oosteinde bij 116            | 52° 4' 33" NB, 4° 22' 47" OL | 524447 | Meer afbeeldingen |
| Poortgebouw bij de Algemene Begraafplaats | Begraafplaats en -onderdl | 1874                                       |                                                 | Parkweg 105                  | 52° 4' 11" NB, 4° 21' 51" OL | 524449 | Meer afbeeldingen |
| Doodgraverswoning | Dienstwoning              | ca. 1874                                   |                                                 | Hoek Parkweg/ Einddorpstraat | 52° 4' 11" NB, 4° 21' 54" OL | 524450 | Meer afbeeldingen |
| Koetshuis met paardenstallen | Bijgebouwen kastelen enz. | 1869, 1917 (verbouwd)                      | F.A. Koch (verbouwing)                          | Westeinde 26                 | 52° 3' 53" NB, 4° 21' 34" OL | 524452 | Meer afbeeldingen |
| Middenburg, tuinaanleg (Park Middenburg/Sonnenburgh) | Tuin, park en plantsoen   | 1917-1918                                  | H.A.C. Poortman                                 | Westeinde bij 26             | 52° 3' 56" NB, 4° 21' 27" OL | 524453 | Meer afbeeldingen |
| Huize Arentsburgh: buitenplaats complex | Kasteel, buitenplaats     | 1912                                       | J.J. van Nieukerken, M.A., en J. van Nieukerken | Arentsburghlaan 3            | 52° 3' 31" NB, 4° 21' 1" OL  | 524455 | Meer afbeeldingen |
| Huize Hoekenburg | Kasteel, buitenplaats     | ca. 1809                                   |                                                 | Hoekenburglaan 45            | 52° 3' 27" NB, 4° 20' 57" OL | 524456 | Meer afbeeldingen |
| Arentsburgh en Hoekenburg: parkaanleg | Tuin, park en plantsoen   | ca. 1925                                   |                                                 | Arentsburghlaan bij 3        | 52° 3' 33" NB, 4° 20' 42" OL | 524457 | Meer afbeeldingen |
| Arentsburgh en Hoekenburg: tuinmuur | Tuin, park en plantsoen   | 1920-1930                                  |                                                 | Arentsburghlaan bij 3        | 52° 3' 31" NB, 4° 20' 59" OL | 524458 | Meer afbeeldingen |
| Rij woningen met poortgebouw maken deel uit van het U-vormige woningcomplex | Woonhuis                  | 1917-1918                                  |                                                 | Loolaan 77                   | 52° 4' 30" NB, 4° 22' 23" OL | 524463 | Rij woningen met poortgebouw maken deel uit van het U-vormige woningcomplex                                                         |
| Rij woningen maken deel uit van het U-vormige woningcomplex | Woonhuis                  | 1917-1918                                  |                                                 | Nieuwstraat 2                | 52° 4' 30" NB, 4° 22' 23" OL | 524464 | Rij woningen maken deel uit van het U-vormige woningcomplex                                                                         |
| Rij woningen maken deel uit van het U-vormige woningcomplex | Woonhuis                  | 1917-1918                                  |                                                 | Parkweg 256                  | 52° 4' 30" NB, 4° 22' 23" OL | 524465 | Rij woningen maken deel uit van het U-vormige woningcomplex                                                                         |
| Hek rond Wilhelminaboom, geplant ter ere van haar troonsbestijging (oorspronkelijke boom is in 1983 gesneuveld) | Gedenkteken               | 1898                                       |                                                 | Herenstraat bij 56           | 52° 4' 5" NB, 4° 21' 53" OL  | 524466 | Hek rond Wilhelminaboom, geplant ter ere van haar troonsbestijging (oorspronkelijke boom is in 1983 gesneuveld)                     |
| Rijtje van vier arbeiderswoningen in de stijl van de Neo-Hollandse Renaissance | Woonhuis                  | 1888                                       |                                                 | Franse Kerkstraat 2-8        | 52° 4' 2" NB, 4° 21' 48" OL  | 524467 | Rijtje van vier arbeiderswoningen in de stijl van de Neo-Hollandse Renaissance                                                      |
| Binnenhof met woningblok | Woonhuis                  | 1917-1919                                  |                                                 | Loolaan 85-111               | 52° 4' 30" NB, 4° 22' 23" OL | 524468 | Upload foto |
| Tuinkoepel in de tuin achter het kerkhof bij de Sint Martinuskerk | Tuin, park en plantsoen   | 1875-1900                                  |                                                 | Oosteinde bij 56             | 52° 4' 18" NB, 4° 22' 29" OL | 524469 | Tuinkoepel in de tuin achter het kerkhof bij de Sint Martinuskerk                                                                   |
| Woonhuis in de stijl van het Eclecticisme met invloeden van de Chalet-stijl en de Art-Nouveau | Woonhuis                  | 1893                                       |                                                 | Herenstraat 13               | 52° 4' 9" NB, 4° 21' 59" OL  | 524470 | Meer afbeeldingen |
| Raadhuis annex post- en telegraafkantoor met dienstwoning | Bestuursgebouw en onderdl | 1881-1882                                  | Michiel Anthony de Zwart                        | Herenstraat 42               | 52° 4' 5" NB, 4° 21' 55" OL  | 524471 | Meer afbeeldingen |
| Woonhuis met in een aan de art nouveau verwante bouwstijl opgetrokken winkelpui met winkel | Winkel                    | 1800-1825                                  |                                                 | Herenstraat 167              | 52° 3' 59" NB, 4° 21' 42" OL | 524472 | Woonhuis met in een aan de art nouveau verwante bouwstijl opgetrokken winkelpui met winkel                                          |
| Schoonoord | Woonhuis                  | ca. 1877                                   |                                                 | Oosteinde 94                 | 52° 4' 28" NB, 4° 22' 37" OL | 524473 | Meer afbeeldingen |
| Eemhuis: oranjerie | Tuin, park en plantsoen   | 1918                                       |                                                 | Oosteinde bij 116            | 52° 4' 32" NB, 4° 22' 50" OL | 525976 | Meer afbeeldingen |
| Vreugd en Rust: hoofdgebouw | Kasteel, buitenplaats     | 1852                                       |                                                 | Oosteinde 14                 | 52° 4' 12" NB, 4° 22' 10" OL | 508176 | Meer afbeeldingen |
| Vreugd en Rust: historische tuin- en parkaanleg | Tuin, park en plantsoen   | tweede kwart 19e eeuw                      | J.D. Zocher jr.                                 | Oosteinde bij 14             | 52° 4' 17" NB, 4° 22' 2" OL  | 508178 | Meer afbeeldingen |
| Vreugd en Rust: oranjerie | Bijgebouwen kastelen enz. | 19e eeuw                                   |                                                 | Oosteinde 1                  | 52° 4' 12" NB, 4° 21' 60" OL | 508179 | Meer afbeeldingen |
| Vreugd en Rust: moestuinmuur | Tuin, park en plantsoen   | laat 18e eeuw                              |                                                 | Oosteinde bij 14             | 52° 4' 14" NB, 4° 22' 1" OL  | 508180 | Meer afbeeldingen |
| Vreugd en Rust: vier hekpijlers | Tuin, park en plantsoen   | ca. 1930                                   |                                                 | Oosteinde bij 14             | 52° 4' 15" NB, 4° 22' 4" OL  | 508181 | Meer afbeeldingen |
| Vreugd en Rust: tuinbank | Tuin, park en plantsoen   | 1926                                       |                                                 | Oosteinde bij 14             | 52° 4' 15" NB, 4° 22' 4" OL  | 508182 | Meer afbeeldingen |
| Juliana en Bernhardbank, herdenkingsbank met beeldhouwwerk | Tuin, park en plantsoen   | 1947                                       |                                                 | Oosteinde bij 14             | 52° 4' 21" NB, 4° 22' 0" OL  | 508183 | Meer afbeeldingen |
| Onze Lieve Vrouw Tenhemelopneming: pastorie en muren | Kerk en kerkonderdeel     | 1924-1925                                  | P.G. Buskens                                    | Laan van Nieuw Oosteinde 1   | 52° 4' 6" NB, 4° 21' 28" OL  | 524460 | Onze Lieve Vrouw Tenhemelopneming: pastorie en muren                                                                                |
| Onze Lieve Vrouw Tenhemelopneming: kerk | Kerkelijke dienstwoning   | 1924-1925                                  | P.G. Buskens                                    | Laan van Nieuw Oosteinde 3   | 52° 4' 7" NB, 4° 21' 27" OL  | 524461 | Meer afbeeldingen |